# Ashlei Sharpe Chestnut
Ashlei Sharpe Chestnut (Gainesville, 9 agosto 1991) è un'attrice statunitense, conosciuta per il suo lavoro a Broadway, al cinema e in televisione.
Ha interpretato il personaggio di Sidney La Forge in Star Trek: Picard, settima serie live action del franchise di fantascienza Star Trek. Sidney La Forge è una delle due figlie del capo ingegnere delle astronavi USS Enterprise D ed E Geordi La Forge (LeVar Burton).

## Biografia
Ashlei Sharpe Chestnut nasce il 9 agosto 1991 a Gainesville, in Florida, figlia di Leslie Sharpe Chestnut e di Charles S. Chestnut IV, politico democratico e commissario provinciale della contea di Alachua. Ashlei cresce a Charlotte, nella Carolina del Nord, dove frequenta la Northwest School of the Arts con una specializzazione principale in teatro e una minore in danza. Nel 2015 si laurea con un Bachelor of Fine Arts in recitazione al corso di musica, teatro e danza dell'Università della Carolina del Nord di Greensboro.
Inizia la sua carriera teatrale a Broadway, interpretando le piéce Brother Wolf e A Christmas Carol nel 2014, cui fanno seguito The Crucible nel 2016 e A Doll's House, Part 2 nel 2017. La sua carriera cinematografica ha invece inizio interpretando il ruolo minore non accreditato nel film del 2014 diretto da Ava DuVernay, Selma - La strada per la libertà (Selma). Successivamente interpreta ruoli minori in alcune serie televisive, partendo, nel 2015, dalla serie parte della saga di Batman della DC Comics, oltre che prequel delle avventure dell'uomo pipistrello, Gotham, in cui impersona l'ufficiale di polizia Katherine Parks nell'episodio della seconda stagione, Oltre ogni limite (Rise of the Villains: A Bitter Pill to Swallow, 2015). Prosegue la sua carriera televisiva con parti in episodi delle serie televisive The Mysteries of Laura (2016); Homeland: Caccia alla spia (Homeland, 2016-2017), in cui interpreta il ruolo ricorrente di Simone Bah in quattro episodi della sesta stagione; The Good Fight (2018); Timberwood (2018); Instinct (2019) e Prodigal Son, in cui impersona Islande nell'episodio della prima stagione, Il trip (The Trip, 2019).
Dopo aver recitato in un paio di cortometraggi, Almost Fiction di Alexander Kimbrough (2015) e The Audience di Théo Mahy-Ma-Somga (2019), e nel videoclip Can't Stay in One Place del cantante Moziah (2018), torna al cinema interpretando il ruolo di Stella nel film diretto da Paul Riccio, Give or Take, del 2020. Nel 2021 interpreta i due episodi della prima stagione della serie televisiva Cruel Summer, Non si caccia, non si mangia (Questa parte finirà presto) (You Don't Hunt, You Don't Eat) e Buon compleanno Kate Wallis (Happy Birthday, Kate Wallis), nei quali interpreta il personaggio di Ashley, la sorellastra di Kate Wallis (Olivia Holt), protagonista della serie. Sempre nel 2021 è interprete anche del cortometraggio Blue Bison, diretto da Camrus Johnson e Stefano Pennisi, ed è nel film The Man Behind the Camera, diretto da Mike Perrone.
Dopo altre parti in serie televisive, compresa quella dell'agente speciale dell'FBI Summer Morehurst in quattro episodi della quattordicesima stagione, trasmessa tra il 2022 e il 2023, della serie televisiva NCIS: Los Angeles, entra a far parte del cast della terza stagione, trasmessa nel 2023, di Star Trek: Picard, settima serie televisiva live action del franchise di fantascienza Star Trek, dove interpreta il ruolo ricorrente della guardiamarina Sidney La Forge, timoniere della USS Titan NCC-80102-A, sotto il comando del capitano Liam Shaw (Todd Stashwick), nonché figlia di Geordi La Forge (LeVar Burton), ingegnere capo delle USS Enterprise D ed E, sotto il comando del capitano Jean-Luc Picard (Patrick Stewart), e in seguito promosso commodoro della Flotta Stellare. Sidney La Forge è legata da una speciale amicizia con la comandante della nave, Annika Hansen, ex-Drone Borg con la designazione di Sette di Nove, separata anni prima dalla Collettività Borg nel Quadrante Delta dal capitano della USS Voyager NCC-74656, Kathryn Janeway (Kate Mulgrew). Il personaggio non è stato creato appositamente per la serie, ma era già stato menzionato nell'episodio finale della settima stagione della serie Star Trek: The Next Generation, di cui Star Trek: Picard è uno spin-off, Ieri, oggi, domani (prima parte) / Ieri, oggi, domani (seconda parte) (All Good Things... - Part I / All Good Things... - Part II, 1994), dove, in un futuro alternativo, era figlia di La Forge e della dottoressa Leah Brahms (Susan Gibney) e aveva due fratelli, Alandra La Forge e Bret La Forge.

## Filmografia

### Cinema
- Selma - La strada per la libertà (Selma), regia di Ava DuVernay (2014) - non accreditata
- Almost Fiction, regia di Alexander Kimbrough - cortometraggio (2015)
- The Audience, regia di Théo Mahy-Ma-Somga - cortometraggio (2019)
- Give or Take, regia di Paul Riccio (2020)
- Blue Bison, regia di Camrus Johnson e Stefano Pennisi - cortometraggio (2021)
- The Man Behind the Camera, regia di Mike Perrone (2021)

### Televisione
- Gotham - serie TV, episodio 2x09 (2015)
- The Mysteries of Laura - serie TV, episodio 2x13 (2016)
- Homeland: Caccia alla spia (Homeland) - serie TV, 4 episodi (2016-2017)
- The Good Fight - serie TV, episodio 2x09 (2018)
- Timberwood - serie TV, episodio 1x01 (2018)
- Instinct - serie TV, episodio 2x11 (2019)
- Prodigal Son - serie TV, episodio 1x05 (2019)
- Cruel Summer - serie TV, episodi 1x04-1x07 (2021)
- Rap Sh!t - serie TV, episodi 1x01-1x05 (2022)
- NCIS: Los Angeles - serie TV, episodi 14x08-14x16 (2022-2023)
- Star Trek: Picard - serie TV, 5 episodi (2023) - Sidney La Forge

### Videoclip
- Moziah Can't Stay in One Place, regia di Tyler Crosby, Moziah e Nicolas J. Capra (2018)

## Televisione
- A Captain's Log - talk show (2023)

## Radio
- End of the Cornfield - podcast, 9 episodi (2022)

## Teatro
- Brother Wolf, Triad Stage (2014)
- A Christmas Carol, Triad Stage (2014)
- The Crucible, Walter Kerr Theatre (2016)
- A Doll's House, Part 2, John Golden Theatre (2017)

## Doppiatrici italiane
Nelle versioni in italiano delle opere in cui ha recitato, Ashlei Sharpe Chestnut è stata doppiata da:
- Eva Padoan in Star Trek: Picard
- Emilia Costa in NCIS: Los Angeles